# Твоє щастя
«Твоє щастя» — радянський художній фільм 1960 року, знятий режисером Адою Неретнієце на Ризькій кіностудії.

## Сюжет
Фінансовий інспектор банку Велта Розе (Дзідра Рітенберга) за підтримки свого керуючого виступає за реконструкцію судноремонтного заводу за проектом, розробленим бригадиром Юрісом Егле. Проте ряд працівників раднаргоспу та заводу внаслідок власної інертності та прагнення до спокійного життя гальмують реконструкцію. Головний інженер заводу Гунар Лієпа, закоханий у Велту, просить її переконати керівника банку відмовитися від фінансування проекту. Хтось із раднаргоспу протежує Гунара на високу посаду в апарат, а реконструкція затримає його на заводі. Велта, переконавшись у меркантильності Гунара, розлучається з ним. У неї зав'язується роман із бригадиром Юрісом.

## У ролях
- Дзідра Рітенберга — Велта Розе
- Яніс Кубіліс — Гунар Лієпа
- Яніс Грантіньш — Ердман
- Рудольф Дамбран — Гош
- Вілніс Казенієкс — Юріс Егле
- Микола Мурнієкс — Вадецкіс
- Роберт Лігерс — Армінс
- Рута Пуйкевіца — Зента
- Робертс Цеплітіс — Валдіс
- А. Спруде — Вія
- Гіртс Яковлєвс — Лаймонас Дзеніс
- Аніта Салдума — епізод
- Атіс Краукліс — епізод
- Арнолдс Мілбретс — людина з мавпою
- Бруно Оя — епізод
- Айя Баумане — епізод
- Чеслав Міхневич — епізод
- Ф. Петровскіс — епізод

## Знімальна група
- Режисер — Ада Неретнієце
- Сценарист — Тетяна Ситіна
- Оператор — Яніс Целмс
- Композитор — Адольф Скулте
- Художник — Артур Майлітіс